# Did You Know That There's a Tunnel Under Ocean Blvd
Did You Know That There's a Tunnel Under Ocean Blvd —en español: Sabías que hay un túnel debajo de Ocean Blvd — es el noveno álbum de estudio de la cantante estadounidense Lana del Rey. Lanzado el 24 de marzo de 2023 por Interscope Records y Polydor Records. El álbum cuenta con la producción de Mike Hermosa, Jack Antonoff, Drew Erickson, Zach Dawes y Benji, e incluye colaboraciones con Jon Batiste, Bleachers, Father John Misty, Tommy Genesis, RIOPY y SYML. Fue precedido por el lanzamiento del sencillo principal que le da nombre al álbum, «Did You Know That There's a Tunnel Under Ocean Blvd», el 7 de diciembre de 2022.
El álbum incluye 16 canciones, con el sencillo principal como segunda pista. Incluye fotografías del colaborador habitual de Del Rey, Neil Krug.
La Recording Academy nominó a Did You Know That There's a Tunnel Under Ocean Blvd en la categoría principal de "Álbum del año" y en la categoría de "Mejor álbum de música alternativa" para la 66.ª edición de los Premios Grammy. Este es el segundo álbum de Del Rey en ser nominado en la categoría de álbum del año, tan solo después de Norman Fucking Rockwell! en 2019, y el primero en toda su carrera en ser incluido en la categoría de música alternativa.
Did You Know That There's a Tunnel Under Ocean Blvd recibió elogios en lo general por parte de la crítica especializada, destacando las líricas "poéticas" de Del Rey, la producción natural y una composición auténtica que en conjunto definen su álbum más personal hasta la fecha. En las listas de crítica de fin de año 2023 el álbum encabezó cinco de estas, las cuales le consideraron el mejor álbum de 2023, siendo una de ellas la del renombrado sitio estadounidense Slant Magazine. El álbum hizo presencia también en las listas de mejores álbumes del año de otros sitios de renombre como Variety, The Guardian, The New York Times, Billboard, The Independent, Pitchfork y Vogue. La mayoría de los críticos destacaron la canción «A&W» como el momento más memorable del álbum, alabando su  producción y líricas, dicha canción también encabezó las listas de mejores canciones del 2023 de sitios como Pitchfork y The Guardian, y fue nominada como Canción del año para la 66.ª edición de los Premios Grammy.

## Antecedentes
El trabajo del álbum comenzó poco después del lanzamiento de su octavo álbum de estudio, Blue Banisters, en octubre de 2021. Del Rey se apartó de sus tradicionales referencias coloristas y de la construcción de mundos alternos, presentes en sus trabajos anteriores, en favor de un estilo conversacional, basándose en un proceso que denominó "canto automático". Cantaba lo que se le ocurría en la aplicación de notas de voz de su teléfono y luego "enviaba esas grabaciones con un sonido realmente crudo" al compositor Drew Erickson, que añadía reverberación a sus voces, así como un instrumental orquestal La primera canción escrita para el álbum, "Fingertips", se grabó de esta forma, sin composición previa.
Posteriormente, Del Rey empezó a trabajar con otros colaboradores, principalmente con Mike Hermosa. Cuando Hermosa visitaba a Del Rey, él tocaba su piano y ella lo escuchaba tocar y le pedía que grabara la melodía. Hacia el final de la producción, Del Rey trajo a su anterior colaborador, Jack Antonoff, y reveló que fue entonces cuando sintió que estaba haciendo un álbum.
El 7 de diciembre de 2022 se lanzó el sencillo principal «Did You Know That There's a Tunnel Under Ocean Blvd» junto con la portada del álbum. Para mediados de enero de 2023 se reveló el tracklist completo del álbum. El segundo sencillo «A&W» fue lanzado el 14 de febrero de 2023 y recibió la aclamación de la crítica, siendo nombrado por el portal Pitchfork como Best New Track, y, por su parte, Rolling Stone la llamó "una épica canción de siete minutos". El tercer sencillo fue «The Grants» el cual se lanzó el 14 de marzo de 2023. Originalmente, el lanzamiento del álbum se había contemplado realizar el 10 de marzo de 2023, sin embargo, por razones desconocidas, en enero de 2023 se anunció el cambio de fecha.

## Lanzamiento y promoción
El 24 de marzo de 2023, Did You Know That There's a Tunnel Under Ocean Blvd se lanzó en todo el mundo a través de formatos físicos y digitales. Para promocionar el álbum, Del Rey hizo varias apariciones. El álbum se anunció y se puso en preventa el 7 de diciembre de 2022. Del Rey apareció en el número de marzo de 2023 de la revista Interview, donde fue entrevistada por Billie Eilish. Además, fue galardonada con el premio inaugural Visionary Award en los Billboard Women in Music Awards de 2023. Incluso, se anunció la participación de Del Rey en varios festivales de música, entre ellos el MITA Festival en Brasil el 27 de mayo en Río de Janeiro y el 3 de junio de 2023 en São Paulo, el Glastonbury Festival en Pilton, Somerset, el 21 de junio de 2023, y el Outside Lands Music and Arts Festival en San Francisco, California, el 11 de agosto de 2023.
El 10 de mayo de 2023 se publicó en YouTube el video musical de «Candy Necklace» dirigido por Rich Lee. El video grabado en su mayoría en blanco y negro, con una duración de alrededor de 11 minutos, está inspirado en el Hollywood clásico donde Del Rey personifica a las míticas actrices Marilyn Monroe y Elisabeth Short "la Dalia Negra", acompañada del colaborador de la canción John Batiste y el actor John Waters.

## Recepción de la crítica
El álbum «Did You Know That There's a Tunnel Under Ocean Blvd» recibió críticas positivas por parte de la crítica periodística musical. En Metacritic, donde se asigna una puntuación promediada sobre 100 de las reseñas de los principales críticos, el álbum recibió una puntuación media de 80 basada en 25 reseñas, lo que indica "críticas generalmente favorables". 
En una crítica de Clash, Robin Murray calificó el álbum de "disco ambicioso, a veces inquietante", anclado tanto en el clasicismo como en la experimentación", pero "nunca sucumbe verdaderamente a ninguno de los dos". Lucy Harbon, de Gigwise, calificó el álbum como la obra magna de Del Rey, y alabó su interpretación vocal y las referencias a sus propios trabajos anteriores. En The Guardian, Shaad D'Souza calificó el álbum como "su disco más tranquilo y voluntariamente inescrutable" desde Honeymoon (2015). Por su parte, Annabel Nugent, de The Independent, describió el álbum como "arrollador, estratificado" y "rumiativo", señalando que algunas de las canciones "pueden ser repetitivas, pero [...] seductoras". En una reseña de NME, Rhian Daly señaló que Del Rey "se adentra en nuevos territorios líricos" en el álbum, así como en "nuevos mundos sonoros", consolidando a Del Rey como una de las compositoras "más intrigantes" de la música moderna. Olivia Horn, de Pitchfork, le nombró "Best New Album". El sitio también lo calificó de "obra arrolladora, excelente y a menudo desconcertante de mitología propia y psicoamericana". 

## Lista de canciones
| Did You Know That There's a Tunnel Under Ocean Blvd | |                                           |                                                   |          |  |
| N.º                                                 | Título                                                                                               | Escritor(es)                              | Productor(es)                                     | Duración |  |
| 1.                                                  | «The Grants»                                                                                         | Lana Del Rey y Mike Hermosa               | Drew Erickson, Zach Dawes y Del Rey               | 4:57     |  |
| 2.                                                  | «Did You Know That There's a Tunnel Under Ocean Blvd»                                                | Del Rey y Hermosa                         | Del Rey, Hermosa, Jack Antonoff, Erickson y Dawes | 4:45     |  |
| 3.                                                  | «Sweet»                                                                                              | Del Rey y Erickson                        | Del Rey y Erickson                                | 3:35     |  |
| 4.                                                  | «A&W»                                                                                                | Del Rey y Antonoff                        | Del Rey y Antonoff                                | 7:13     |  |
| 5.                                                  | «Judah Smith Interlude»                                                                              | Del Rey, Judah Smith y Antonoff           | Del Rey y Antonoff                                | 4:36     |  |
| 6.                                                  | «Candy Necklace» (junto a Jon Batiste)                                                               | Del Rey y Jon Batiste                     | Del Rey, Dawes, Ian Doerr y Nick Waterhouse       | 5:14     |  |
| 7.                                                  | «Jon Batiste Interlude»                                                                              | Del Rey y Batiste                         | Del Rey, Antonoff y Dawes                         | 3:33     |  |
| 8.                                                  | «Kintsugi»                                                                                           | Del Rey y Antonoff                        | Del Rey y Antonoff                                | 6:18     |  |
| 9.                                                  | «Fingertips»                                                                                         | Del Rey y Erickson                        | Erickson                                          | 5:48     |  |
| 10.                                                 | «Paris, Texas» (junto a SYML)                                                                        | Del Rey y Brian Fennel                    | Del Rey y Antonoff                                | 3:26     |  |
| 11.                                                 | «Grandfather Please Stand on the Shoulders of My Father While He's Deep-Sea Fishing» (junto a Riopy) | Del Rey y RIOPY                           | Del Rey y Antonoff                                | 4:00     |  |
| 12.                                                 | «Let the Light In» (junto a Father John Misty)                                                       | Del Rey, Hermosa y Benji Lysaght          | Del Rey, Hermosa, Erickson y Laura Sisk           | 4:38     |  |
| 13.                                                 | «Margaret» (junto a Bleachers)                                                                       | Del Rey y Antonoff                        | Del Rey y Antonoff                                | 5:39     |  |
| 14.                                                 | «Fishtail»                                                                                           | Del Rey                                   | Del Rey y Antonoff                                | 4:02     |  |
| 15.                                                 | «Peppers» (junto a Tommy Genesis)                                                                    | Del Rey, Hermosa, Lysaght y Tommy Genesis | Del Rey, Hermosa y Lysaght                        | 4:08     |  |
| 16.                                                 | «Taco Truck x VB»                                                                                    | Del Rey, Hermosa y Antonoff               | Del Rey y Antonoff                                | 5:53     |  |
| 77:45                                               | |                                           |                                                   |          |  |